# Praha-Horní Měcholupy (železniční zastávka)
Praha-Horní Měcholupy je železniční zastávka, která se nachází na trati 221 vedoucí z Prahy do Benešova, mezi stanicemi Praha-Hostivař a Praha-Uhříněves. Leží na okraji území Horních Měcholup, v blízkosti Dolních Měcholup na ulici Hornoměcholupská. Původní název byl Horní Měcholupy, původní umístění v km 173,8–174,0, od stanice Hostivař 2310 metrů.

## Historie
Ačkoli trať vede místem již od roku 1871, železniční zastávka vznikla až v roce 1926, do provozu byla uvedena 13. května 1926. Nástupiště se však nacházelo jen u koleje ve směru do Prahy. Až v roce 1960 bylo postaveno i druhé nástupiště pro opačný směr. V roce 2005 byla zastávka kompletně zrekonstruována, a to v rámci stavby IV. železničního koridoru. Nyní je tedy možné zastávkou projíždět maximální rychlostí až 160 km/h.

## Železniční provoz
V Horních Měcholupech zastavují pouze osobní vlaky linky S9 (Lysá nad Labem – Čelákovice – Praha-Horní Počernice – Praha hlavní nádraží – Strančice – Benešov u Prahy). Interval vlaků ve špičce je 10–30 minut, mimo špičku 30–60 minut. Dopravu zajišťují elektrické jednotky řady 471. Zastávka je začleněna do systému Pražské integrované dopravy.

## Obsluhované území a návaznosti
Zastávka dopravně obsluhuje především Horní a Dolní Měcholupy a díky návazné autobusové dopravě i další blízké čtvrtě. U železniční zastávky je možnost přestupu na autobusy MHD (zastávka Nádraží Horní Měcholupy) směřující ke stanicím metra Háje (linky 154, 183 a 240), Strašnická (linka 154), Černý Most (linka 240) a Horní Počernice, Dolní Počernice a Štěrboholy (linka 204).

## Fotogalerie

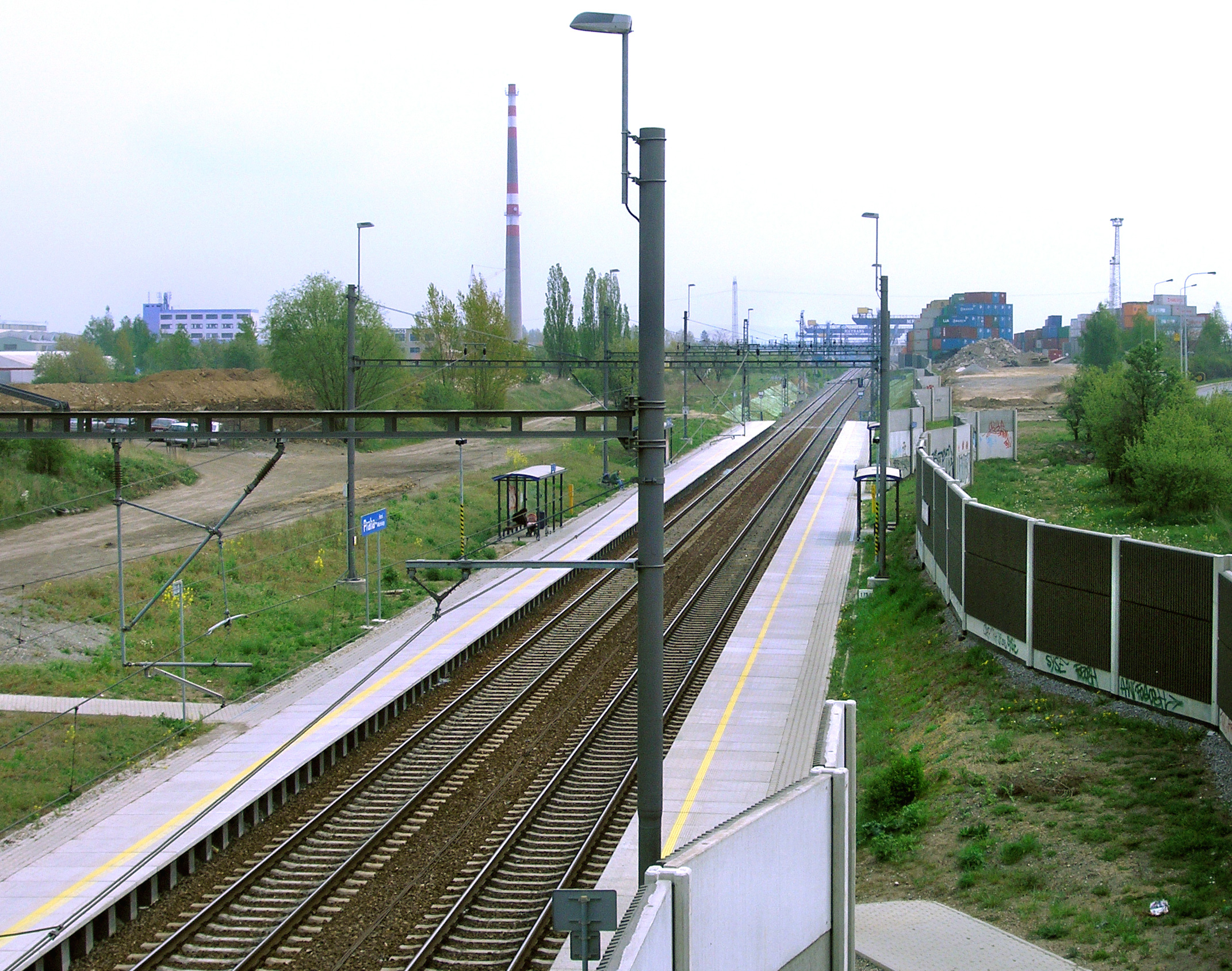
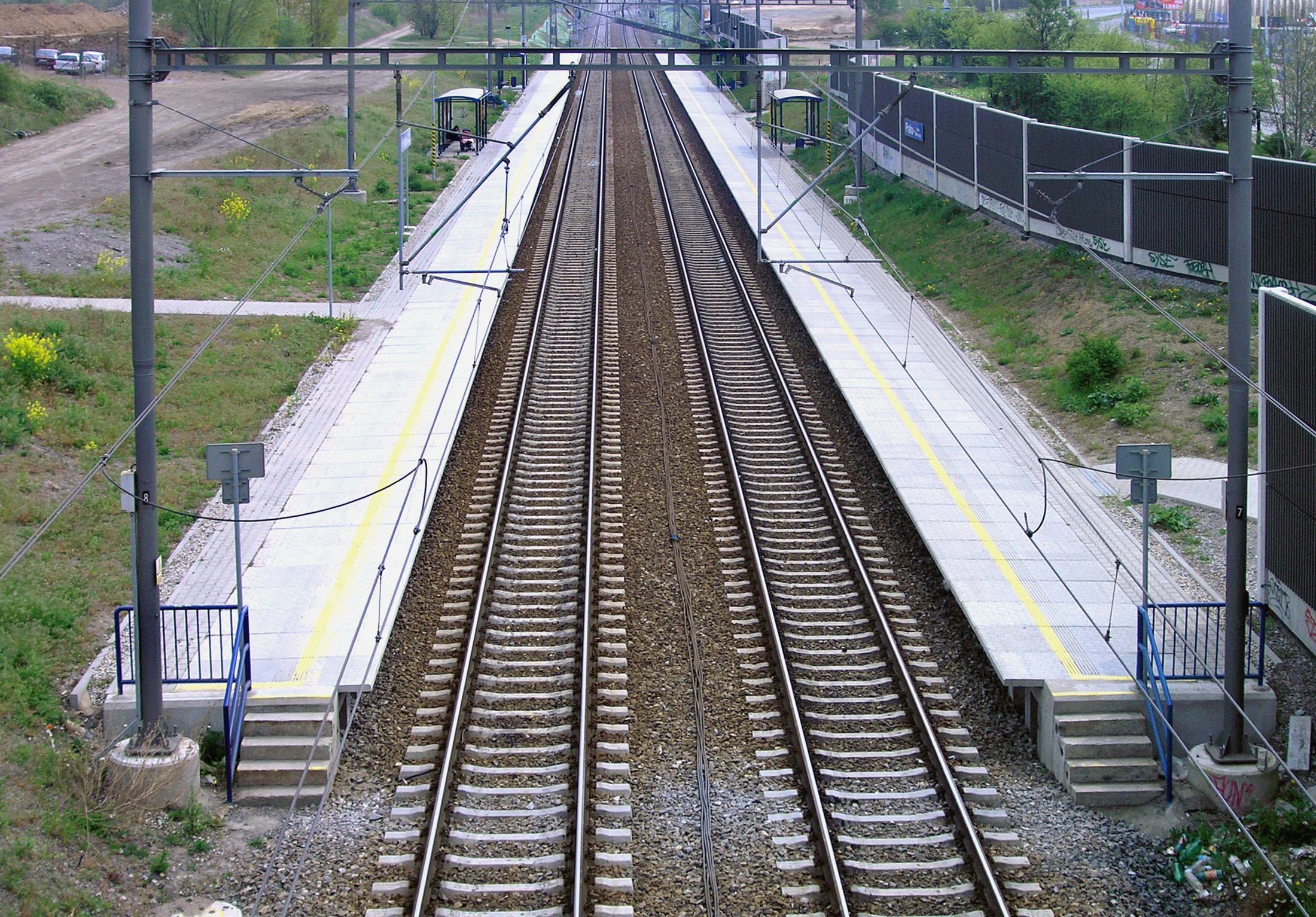
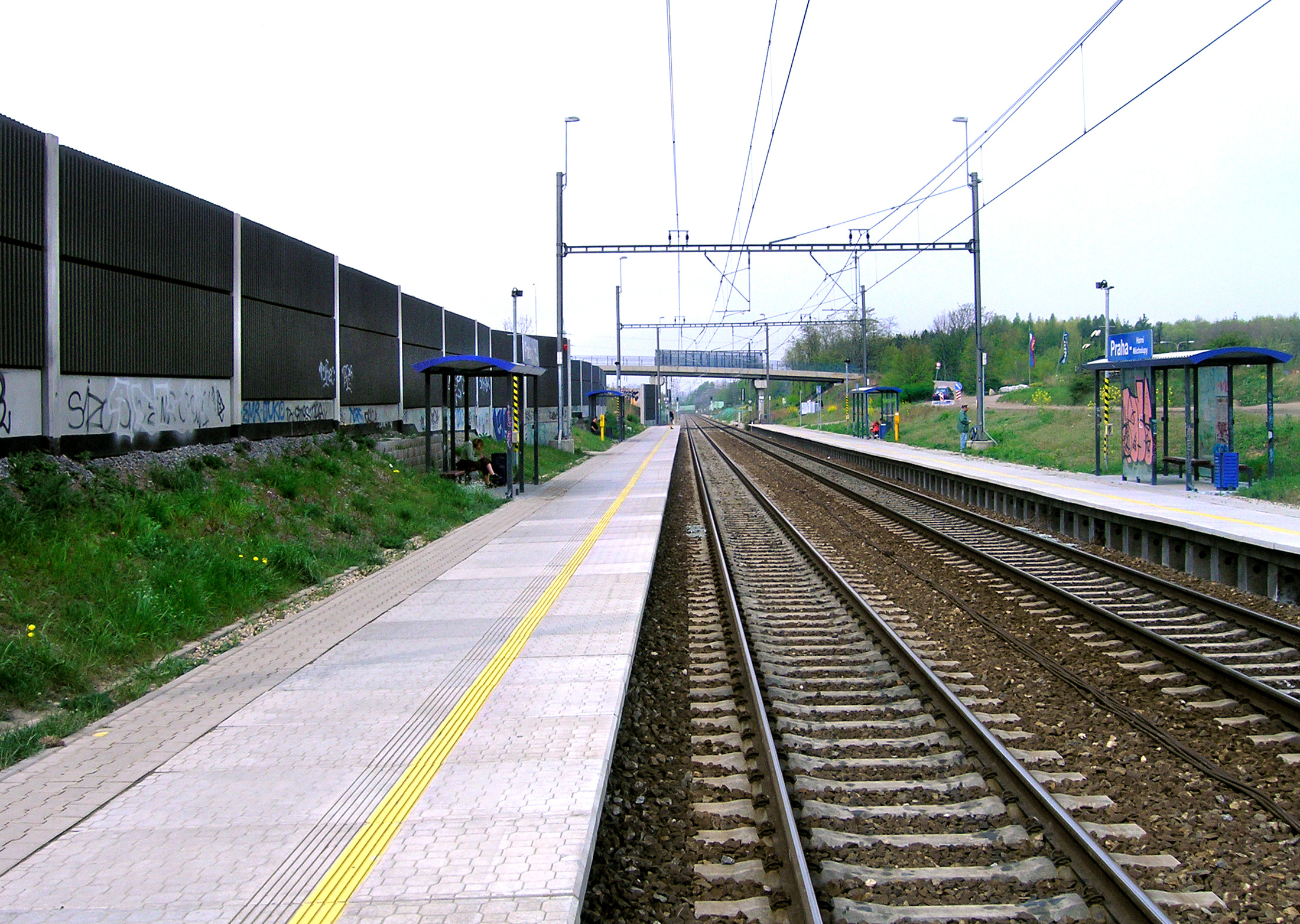